# Vênus (ópera)
Vênus é o título de uma ópera em três atos do compositor suíço Othmar Schoeck, baseado no conto de horror do escritor francês Prosper Mérimée, La Vénus d'Ille, de 1837.
Com libreto de Armin Rüeger, teve sua primeira apresentação em Zurique a 10 de maio de 1922, sendo conduzida pelo próprio compositor; uma versão revisada foi apresentada nesta cidade em 26 de novembro de 1933, e uma das apresentações mais recentes foi em 1997, em Genebra (Grande Teatro de Genebra), conduzida pelo maestro Mario Venzago.

## Enredo
Ás vésperas do casamento Simone (soprano) e Horace (tenor), trocam juras de amor eterno.
O tio do noivo, o Barão de Zarandelle (tenor), encontra no seu jardim uma estátua da deusa Vênus; durante um baile de máscara que este realiza em homenagem ao enlace próximo, Horace é seduzido por uma figura misteriosa que não é outra senão a própria Vênus (silenciosa) que o beija, provocando desespero na noiva e desaparece repentinamente.
Apesar de advertido por seu primo Raimond (barítono) Horace esquece Simone e lhe declara "Die Erde, die dich hält, ist längst für mich versunken" ("A terra, que te prende, há muito me deixou", em livre tradução); e parte em busca de Vênus após o término do baile.
Quando encontra, finalmente, a estátua, Horace é irresistivelmente atraído por ela e, quando esta o abraça, esmaga-o até a morte.